# Майдан (Богодухівський район)
Майда́н, раніше Майданне та Майданний — село в Україні, у Валківській міській громаді Богодухівського району Харківської області. Населення становить 47 осіб. До 2020 орган місцевого самоврядування — Сидоренківська сільська рада.

## Географія
Село Майдан знаходиться на початку Майданової балки (Балка Майдан) по якій тече пересихаючий струмок і через 3 км впадає в річку Чутівка. 
Примикає до села Майдан (Полтавська область). За 3 км знаходиться село Очеретове.
Відстань до центру громади становить близько 40 км і проходить автошляхом E40, із яким збігається М03. Село розташоване на кордоні з Полтавським районом Полтавської області.

## Історія
12 червня 2020 року, розпорядженням Кабінету Міністрів України № 725-р «Про визначення адміністративних центрів та затвердження територій територіальних громад Харківської області», увійшло до складу Валківської міської громади.
19 липня 2020 року, в результаті адміністративно-територіальної реформи та ліквідації Валківського району, село увійшло до складу Богодухівського району.